# Nick Abadzis
Nick Abadzis (en griego: Νικ Αμπατζής; nacido en 1965) es un escritor y dibujante británico de cómics de ascendencia griega y británica nacido en Suecia, y criado en el país nórdico además de en Inglaterra y Suiza. Es británico por nacionalidad.

## Biografía

### Carrera

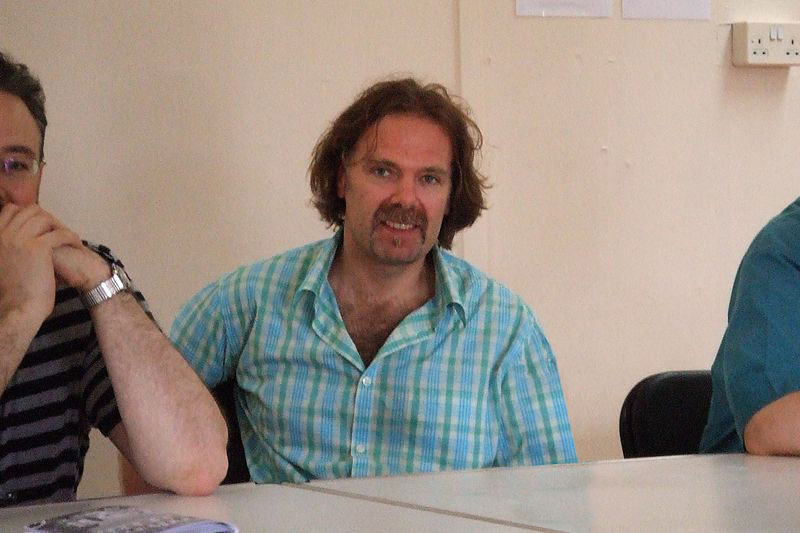
Abadzis en 2008 en Caption

En 1987, consiguió un trabajo en la sucursal del Reino Unido de la editorial Marvel Comics, donde era, en ese momento, el editor más joven de la historia.
Se hizo autónomo en 1988 cuando su carrera como dibujante despegó en las páginas de la legendaria revista británica de cómics y música Deadline. En ella creó a dos de sus personajes más conocidos, Hugo Tate, un hombre de palo perdido en un mundo dibujado figurativamente, y el cambiante Sr. Pleebus, quien más adelante protagonizó su propia serie de literatura infantil. La serie Hugo Tate se publicó en la revista Deadline de 1988 a 1994. Parte de esta serie se recopiló como Hugo Tate: O, America en 1993, que ganó en 1994 el premio Comic Art del Reino Unido a la mejor novela gráfica.
Como parte de la invasión británica en el cómic estadounidense, escribió Children of the Voyager para Marvel en 1993 y Millennium Fever en 1995 para Vertigo. 
Su novela gráfica, Laika, sobre el perro del mismo nombre, el primer ser vivo de la Tierra en entrar en órbita; se publicó en 2007. La obra fue bien recibida, y New York Press comentó que: «el creador de cómics británico ha creado un retrato conmovedor y preciso de las vidas que Laika tuvo en los tres años previos al lanzamiento del Sputnik 2. Sus personajes, incluido la perrita, son tan reales como la historia que cuenta y cuentan con personalidades complejas, defectos, humor y emoción».  El cómic ganó un premio Eisner en 2008 a la mejor novela gráfica juvenil y otra nominación a la mejor obra basada en hechos reales. En el mismo año fue nominado a un premio Harvey al mejor álbum gráfico original. En 2009, el libro ganó Meilleur Scénario (Mejor historia/guion) - Festival du Livre Aéronautique en el Festival del Libro de Le Bourget en Francia, y en los premios Napoli Comicon en Italia a la mejor novela gráfica extranjera. 
Trabajó como dibujante en periódicos como The Sunday Correspondent (desaparecido), como ilustrador independiente y escritor de cómics, y como editor asesor y de desarrollo en una variedad de revistas infantiles de gran venta para varias editoriales británicas. También ha trabajado como guionista de televisión para el programa de animación infantil Bob the Builder. Ha creado Cora's Breakfast para The DFC, que ha aparecido en la sección de cómics del fin de semana de Guardian.  The Trial of the Sober Dog, una novela gráfica, se serializó en The Times durante un período de seis meses en 2008.
A partir de mayo de 2010, los cómics de un único capítulo se publicaron semanalmente en Nib-Lit Comics Journal.

## Obras
- Revolver;
  - Revolver Horror Special, 1989.
  - «The Head» (guion, arte por Edmund Perryman).

- Crisis;
  - «The Big Voice», (guion, arte por Edmund Perryman) en Crisis no. 63, 1991.
  - «Commuter's Journey», (guion y arte) en Crisis no. 63, 1991.

- Hugo Tate;
  - Hugo Tate: O, America ( Tundra / Atomek, 1993).

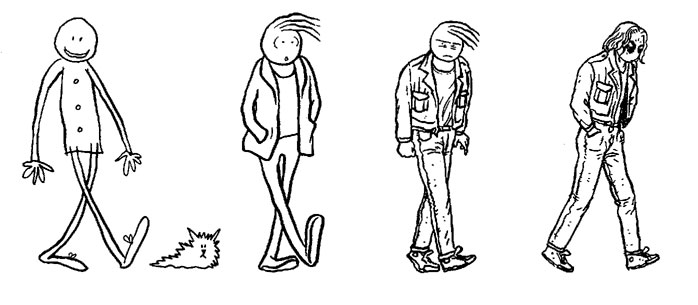
Hugo Tate

### en Marvel
- Children of the Voyager (guion, arte por Paul Johnson, miniserie de cuatro números, Marvel, 1993).

### en DC
- The Big Book of Death: «Six Feet Under» (guion y arte, Paradox Press, 1993).
- Millennium Fever (guion, arte por Duncan Fegredo, miniserie de cuatro números, Vértigo, 1995).[9]

### 2000 AD
- Tharg's Terror Tales (guion, arte por Paul Johnson ):
  - «The Operatives» (en 2000 AD Winter Special, 1994).
  - «The Devil you Know» (en 2000 AD No. 936, 1995).
- 2000AD Alternity Winter Special: «The Big Fight»
- Rogue Trooper (Friday): «Mind Bombs» (arte, en colaboración con Steve White y Edmund Perryman, en 2000 d. C. #937–939, 1995)
- Vector 13:
  - «Case Three: Circle of Evil» (guion, con Kevin Cullen, en 2000 AD No. 953, 1995)
  - «Case eleven: Imaginary friend» (guion, con Paul Johnson, en 2000 d.C. n.º 998–999, 1996)
  - «Case 667: Suburban Hell» (arte, con Igor Goldkind, en 2000AD Sci-Fi Special 1996 )
  - «Case Two: It's good to talk» (guion, con Sean Phillips, en 2000 AD #1025, 1997)
- Darkness Visible (guion, con arte de John Ridgway, en 2000 d.C., n.º 975–980, 1996)

### Libros de la colección Pleebus

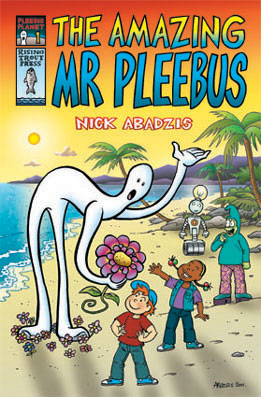
El asombroso Sr. Pleebus

- The Amazing Mr Pleebus (guion y arte, Orchard Books, 1996, reeditado por Rising Trout Press, en 2001).
- The Freaky Beastie of Hill Road School (guion y arte, Orchard Books, 1997, reeditado por Rising Trout Press, en 2001).
- The Magic Skateboard (guion y arte, Orchard Books, 1998, reeditado por Rising Trout Press, en 2001).
- Voyage to Planet Voon (guion y arte, Orchard Books, 1999).

### Otras obras
- The Dangerous Planet (guion y arte, novela gráfica de 48 páginas. Heinemann, ahora Harcourt Education, 1999).
- The Pyramid of Doom (guion y arte, novela gráfica de 48 páginas. Heinemann, 2000).
- The Dog From Outer Space (guion y arte, Heinemann, 2001, publicado en EE. UU. por Rigby).
- «The Big Voice» (guion, con Edmund Perryman, en Crisis No. 63, 1991).
- Doctor Who: «The Betrothal of Sontar» (con el coautor John Tomlinson y arte de Mike Collins, en Doctor Who Magazine #365–367, 2006).
- Laika (arte y guion, First Second Publishing, novela gráfica, 2007)
- Cora's Breakfast ( The DFC, 2008-en curso).
- The Trial of the Sober Dog, novela gráfica, serializada en The Times durante un período de seis meses en 2008.
- Pigs Might Fly (escritor, ilustrado por Jerel Dye, First Second Publishing, novela gráfica, 2017).

### Entrevistas seleccionadas
- Hablando con Nick Abadzis sobre Laika (enlace roto disponible en Internet Archive; véase el historial, la primera versión y la última)., Newsarama, 19 de septiembre de 2007
- Revista Aire y Espacio
- Recursos de historietas
- Expreso del poste de Washington
- El mundo de la BBC
- persiguiendo gris Archivado el 14 de agosto de 2018 en Wayback Machine.
- El reportero de historietas
- Jazma en línea

### Radio y podcast
- Revista The World de la BBC sobre Laika de Clark Boyd con Nick Abadzis (transmitido originalmente en el programa de radio The World) Archivado el 2 de diciembre de 2007 en Wayback Machine.
- tachuelas de tinta

- Datos: Q2373430
- Multimedia: Nick Abadzis / Q2373430